# Alfred Jodl
Alfred Josef Ferdinand Jodl (Németország, Würzburg, 1890. május 10. – Nürnberg, 1946. október 16.), eredeti nevén Alfred Baumgärtler német tábornok, a Wehrmacht vezérkari főnöke, a nürnbergi per háborús bűnösként ítélte el.

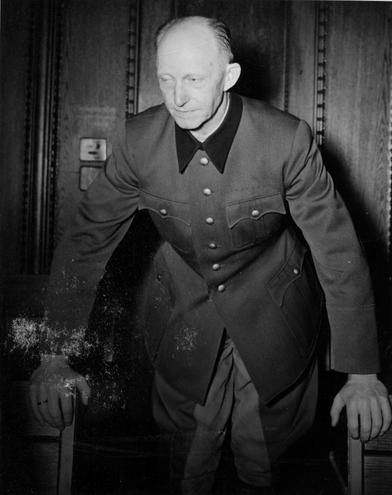
Jodl a Nürnbergi perben, 1946.
(Fénykép: Truman Könyvtár)

## Pályakezdet
Bajor katonatiszt sarja. Édesapja, id. Alfred Jodl főhadnagy volt a bajor tüzéreknél. Apai nagybátyja Friedrich Jodl filozófus és pszichológus volt. Édesanyja, Therese Baumgärtler, egyszerű bajor parasztlány. Szülei nem házasodtak össze, mert egy tiszt számára egy parasztlány feleségül vétele rangon aluli frigynek számított. Alfred akkor kapta meg a Jodl családnevet, amikor édesapja 1899-ben kilépett a hadseregből és feleségül vette Therese Baumgärtlert. Alfred Jodlnek egy fiútestvére volt, három nővére még gyermekkorában meghalt.
Alfred Jodl 13 éves koráig a müncheni Terézia gimnáziumban tanult, majd 1903-ban belépett a bajor királyi katonai iskolába. Változó teljesítménye következtében csak 20 éves korában tehetett katonai érettségit, ám akkor évfolyamának legjobb eredményével. Vizsga után belépett a 4. bajor tüzérségi ezredbe. Egy rövid időre visszatért a müncheni főiskolára, hogy ott 1912-ben hadnagyi rangot szerezzen. 1913-ban megnősült. Jodl 1944-ig, felesége haláláig maradt házas. Bár párjával szeretetben éltek együtt, a kapcsolatból nem született gyermek.

## Az I. világháború és a két háború közötti időszak
Az első világháború kezdete Jodlt tüzérségi hadnagyként érte. A háború elején részt vett a Saar-vidéki harcokban. 1914. augusztus 24-én egy francia ágyúgolyótól a combján súlyosan megsebesült. Sérüléséért megkapta a vaskereszt II. fokozatát, de csak 1915 márciusára gyógyult fel annyira, hogy visszatérhetett a frontra. 1916-ban főhadnagyi rangra lépett és átvezényelték a keleti frontra. 1917-ben a 72. magyar tüzérezred parancsnoka lett. Az 1918-as nagy német támadás idejére visszatért a nyugati frontra. Május 3-án a vaskereszt I. fokozatával tüntették ki és a nyugati front parancsnoki törzskara mellé osztották be szolgálatra.
A háborús vereség után egy könnyű tüzérezred ütegparancsnoka lett. A formálódó Reichswehr tüzérségi parancsnokaként a bajorországi Landsbergbe helyezték és katonai főiskolára küldték, ahol évfolyamának legjobbjai között volt. 1923-ban századosként Berlinbe helyezték, ahol megismerte Adolf Hitler náci pártvezetőt és gondolatait.
1928 és 1932 között a müncheni katonai főiskolán taktika és hadtörténet tárgyakat oktatott. 1932-ben őrnagyi rangot kapott. Alfred Jodl 1935-ben az alakuló Wehrmacht ezredesévé lépett elő és a bajor tartomány védelmi parancsnoka lett. Azok közé a főtisztek közé tartozott, akik az alakuló Wehrmacht főtiszti posztjáért vetélkedő Fritsch és Blomberg tábornokok közötti viszály miatt nevető harmadikként kerültek a Wehrmacht élére. Egyszerű vezérkari ezredesként lépett a parancsnoki törzskarba. 1939. április 1-jén vezérőrnagyi rangra lépett és a 4. hegyivadász hadosztály irányításával bízták meg.

## Szerepe a II. világháborúban

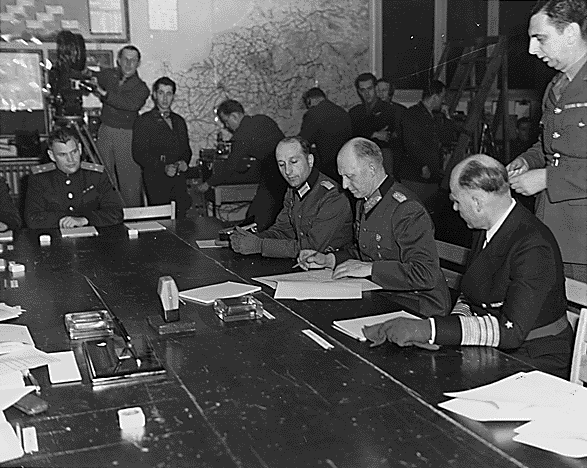
Alfred Jodl aláírja a német hadsereg fegyverletételét a nyugati szövetségesek képviselői előtt (Reims, 1945. május 7.)

Alfred Jodl szeptember 3-án a frontra utazván találkozott először Hitlerrel. Törzskari tisztként vett részt a Dánia és Norvégia lerohanását jelentő Weserübung haditerv kidolgozásában. A nyugati hatalmakat elsöprő 1940-es hadjáratban nem játszott jelentős szerepet. 1940. július 19-én az altábornagyi rendfokozatot átugorva, tüzérségi tábornokká (General der Artillerie) nevezték ki. Jodlnek meghatározó szerepe volt a Szovjetunió elleni Barbarossa hadművelet kidolgozásában. Jodl három támadóéket tervezett, melyeknek 1941 végére be kellett venniük Leningrádot, Moszkvát és a Krím-félszigetet. Terve nagyszerűnek bizonyult, bár a támadás kései időpontja miatt csapatai nem érhettek célt. (Brit hadtörténészek szerint ha Hitler nem módosítja a tervet akkor 1941. július-augusztusában esély lett volna a terv sikerére. Utána már nem.)
1942-ben az Ukrajnán át a kaukázusi olajmezők felé támadó DÉL hadseregcsoport parancsnoka volt. Súlyos konfliktusba keveredett Hitlerrel, amikor a Führer parancsa ellenére csapatai felhagytak az előretöréssel és védelemre rendezkedtek be a Kaukázus északi oldalán. Hitler azt tervezte, hogy a DÉL hadseregcsoport új parancsnokává Paulus tábornokot nevezi ki, de annak súlyos sztálingrádi veresége után lemondott a tervéről.
1944. január 30-án, Hitler hatalomra lépésének évfordulóján léptették elő vezérezredessé (Generaloberst). Röviddel ezután áprilisban elhunyt felesége, Irma, Jodl egyetlen hozzátartozója. Július 20-án együtt tartózkodott a vezérkari szobában a Führerrel, amikor a merénylők bombája felrobbant. Jodl könnyebben megsérült a robbanásban.
A háború hátralevő időszakában háttérbe szorult. A Wehrmacht totális vereségét nagyrészt a berlini bunkerből nézte végig. Itt ismerkedett meg azzal a Luise Katharina von Benda nevű titkárnővel, aki korábban felesége barátnője volt. A viszonyból szerelem szövődött, 1945. március 7-én másodszor is megnősült.
1945. május 7-én Reimsben a nyugati szövetséges haderők előtt aláírta a német szárazföldi csapatok feltétel nélküli megadását. Ezek után az északi Flensburgba ment, hogy Karl Dönitzet a szovjetek elleni háború folytatásában támogassa. Május 13-án, Keitel tábornagy szövetséges fogságba esése után Jodl lett a Wehrmacht maradványainak vezérkari főnöke (Chef des Generalstabes). Dönitz mögé állva arra számított, hogy a szovjetek és az amerikaiak szövetsége hamarosan felbomlik, és az újjászerveződő német haderő harcba szállhat a keleti német területek visszaszerzése érdekében. Május 23-án Jodlt és a Dönitz-csoport többi tagját brit katonai rendőrök elfogták és hadifogságba vitték.

## Vádlottként Nürnbergben
Jodlt a nürnbergi fogházba szállították. A vádiratban foglaltak alapján valamennyi vádpontban vizsgálatot folytattak ellene (emberiesség ellen elkövetett bűnök, háborúban elkövetett bűncselekmények, béke elleni bűncselekmények, összeesküvés mások ellen), a bíróság minden vádpontban bűnösnek találta és halálra ítélte. (Angol, amerikai és szovjet egyetértéssel; a francia bíró a halálbüntetést rossz ítéletnek tartotta.) Valójában egyetlen bizonyítékot sem hoztak fel arra, hogy Jodl tudott volna a tervszerű zsidómegsemmisítésről. Az ítélet részletes indoklása egyetlen szóval sem említi a zsidókérdést. A háborús bűnösséget és az emberiesség elleni bűntetteket kizárólag általában, egyetlen konkrét eset nélkül rótták fel neki. Amiért tehát konkrétan halálra ítélték: nem ismerték el a „parancsra cselekedett” védekezést, felelősnek találták a „komisszár-” és „kommandóparancs” továbbításában.
Jodl kérvényt nyújtott be, hogy kötél helyett a katonákat megillető golyóval végezzenek vele, kérvényét elutasították. 1946. október 16-án a nürnbergi fogházban felakasztották.
Halála után felesége megpróbálta rehabilitáltatni, de kísérlete kudarcot vallott.